# Údolím lapků z Drakova
Údolím lapků z Drakova je naučná stezka údolím Černé Opavy, vedoucí z Mnichova, místní části Vrbna pod Pradědem v okrese Bruntál, do Rejvízu v okrese Jeseník. Celková délka je 12 km a na cestě je umístěno 10 zastavení. Stezka se nachází v geomorfologických celcích Hrubý Jeseník a Zlatohorská vrchovina.

## Vedení trasy
Stezka začíná na rozcestí v Mnichově a pokračuje proti proudu Černé Opavy přes celý Mnichov, okolo zámku a opevnění ze 30. let 20. století až k Josefskému hamru. Následně míjí osadu Drakov a okolo zaniklého hradu Drachenburg, zbytků Lorenzovy hutě, Rejvízského mostu, bývalého Brandlova mlýna až na rozcestí Pod Kobrštejnem. Tady je možné udělat dvě odbočky. Zelené značka vpravo vede na Horní Údolí se zříceninou kaple sv. Anny a řadou bývalých štol v Tábornických skalách; tatáž značka vlevo pak vede na hrad Koberštejn. Trasa naučné stezky však pokračuje rovně přes Černou Opavu a přes osadu Starý Rejvíz do Rejvízu. Stezka byla postavena asi v roce 2016.

## Zastavení
- Tajemný mnich z Mnichova

Zastavení formou pověsti seznamuje návštěvníky se vznikem Mnichova a zároveň také představuje „průvodce“ naučnou stezkou – mnicha, který zde doprovázel obchodníky cestou okolo hradu.
- Kamenné moře aneb Kde jsou doma borovice

Druhé zastavení představuje funkci kamenných moří.
- Přírodní poklady

Představuje Evropsky významnou lokalitu Sokolí potok s výskytem střevlíka hrbolatého. Zároveň také podává informace o vzniku Josefského hamru.
- Dračí spáry aneb Celnice a osada Drakov

Seznamuje s těžbou v lese a obměnou lesa.
- Kde se tavilo železo

Páté zastavení je zaměřeno na těžbu železné rudy v oblasti a jejího zpracování v Lorenzově huti.
- Černé vlasy krásné Pavly

Toto zastavení se věnuje řece Černá Opava, která teče podél téměř celé naučné stezky. Je zde uvedena i pověst, která se k řece váže, a také rýžoviště na řece.
- Lapkové na Koberštejně

Sedmým zastavení se návštěvníci dozvídají informace o hradě Koberštejně i o lapcích, kteří jej údajně obývali v 17. století.
- Loupežnické louky

Reibwiessen (Loupežnické louky) se nacházejí pod Koberštejnem a kromě informací o nich jsou na tomto zastavení uvedeny i informace ke sklárně ve Filipově údolí či k pilám na Černé Opavě. Počeštěním německého výrazu Reibwiessen vznikl dnešní Rejvíz.
- Tmavé hvozdy loupežnické

Předposledním zastavením se turisté vracejí zpět do lesů, tentokrát do míst na úpatí Orlíku, kde se za druhé světové války nacházel zajatecký tábor. Po skončení války zde byly nalezeny hroby ruských zajatců a místo tak dnes nese název Ruský hřbitov.
- Tajemný Rejvíz

Poslední zastavení na naučné stezce se věnuje rašeliništi Rejvíz a také NPR Rejvíz. Na závěr představuje další postavu – pastýře Gilla, jenž bloudí po rejvízských rašeliništích.